# آلباتروس دی۴
آلباتروس دی۴ (به انگلیسی: Albatros_D.IV) یک هواگرد از نوع جنگنده ساخت شرکت آلباتروس فلوکتسایک‌ورک در آلمان است. در مجموع، تعداد۳ فروند از این هواگرد ساخته شده‌است.